# 洛克人6 史上最大戰爭！！
《洛克人6 史上最大戰爭！！》是遊戲開發商卡普空於1993年11月5日發售的FC遊戲機專用動作遊戲。在2012年12月12日發行任天堂3DS版，1999年12月9日發行PlayStation復刻版，2013年2月27日開放PlayStation Network復刻版的付費下載。

## 概要
洛克人元祖系列的第六作，本作頭目破例採用海外國家的募集資料。
由八大頭目關卡，加上X先生（Mr. X）城四關卡和威利城四關卡共16關卡，由四大關卡的分叉路線首度登場。

## 故事及人物
為了對抗數度征服世界的威利博士，各國發起成立了世界機器人聯盟，並主辦了第一屆世界機器人大會，其中選出了能對抗威利的八台最強機器人，分別為「滑雪人」、「人馬人」、「烈火人」、「騎士人」、「花人」、「戰斧人」、「風扇人」及「武士人」。但就在比賽如火如荼進行時，八台機器人突然暴動，而身為贊助者的X先生卻在此時宣布要代替威利，用這八台機器人征服世界。為了阻止X先生的野心，洛克人又將再次出動。

## 系統變更
- 八大頭目為人馬人、騎士人、戰斧人以及武士人的四個關卡分叉路線各藏著「B」「E」「A」「T」四個字母電路板，若全部收齊便可使用前作登場的支援機器鳥「比特」。
- 首次追加道具「能源平衡器」。武器能源可以直接拿，而無須切換才能補。
- 取消歷代以來所使用的彈簧拉休與噴射拉休，取而代之的是可以與拉休合體所誕生的噴射洛克人與威力洛克人。

## PlayStation移植版

PlayStation版的遊戲封面

1999年發布了在PlayStation上的移植版，遊戲封面經過重新繪製，內容分成原作模式以及導航模式。
- 原作模式

將1988年在紅白機上發行的版本完全移植，無任何變動。
- 導航模式

除了將1987在紅白機上發行的版本完全移植外，血量條與武器選擇使用全新介面，並且可用L鍵與R鍵切換武器。
武器名稱從英文代碼變成日文全名。
新增路標導航指引玩家前進。
可以透過記憶卡存檔。
可設定難易度。
畫面上方會出現警告標示，提醒玩家要迎戰關卡頭目。
收錄了萊特博士研究所的資料庫，裏頭收錄經過重新繪製的關卡頭目以及他們的資料簡介。

## 外部連結
- 元祖洛克人1~6 PS移植版日文官方網站